# Memories of Blue
Memories Of Blue é o quarto álbum de estúdio do músico japonês Kyosuke Himuro, lançado em 7 de janeiro de 1993. Foi relançado em 21 de julho de 2003 junto com os álbuns anteriores de Himuro.

## Recepção
Alcançou a primeira posição na Oricon Albums Chart e ficou na parada por vinte semanas, se tornando o álbum mais vendido do cantor. Foi certificado disco de platina tripla pela RIAJ um mês depois do lançamento, e os singles "Urban Dance", "Good Luck My Love" e "Kiss Me"  foram certificados como ouro, ouro e platina dupla, respectivamente.
Sobre o álbum, a revista CD Journal comentou sobre a estabilidade de "canções de rock popular" e elogiou a faixa "Will".

## Faixas
Os títulos das canções são estilizados em maiúsculas.
| N.º            | Título                          | Duração |  |
| 1.             | "Kiss Me"                       | 3:37    |  |
| 2.             | "You're the Right"              | 4:26    |  |
| 3.             | "Memories of Blue"              | 5:11    |  |
| 4.             | "Rainy Blue"                    | 4:37    |  |
| 5.             | "Good Luck My Love"             | 4:24    |  |
| 6.             | "Son of a Bitch"                | 3:16    |  |
| 7.             | "Decadent"                      | 4:42    |  |
| 8.             | "Urban Dance"                   | 3:33    |  |
| 9.             | "Get Ready "Tonight" Teddy Boy" | 3:22    |  |
| 10.            | "Will"                          | 5:37    |  |
| Duração total: | Duração total:                  | 43:50   |  |